# Világítótorony

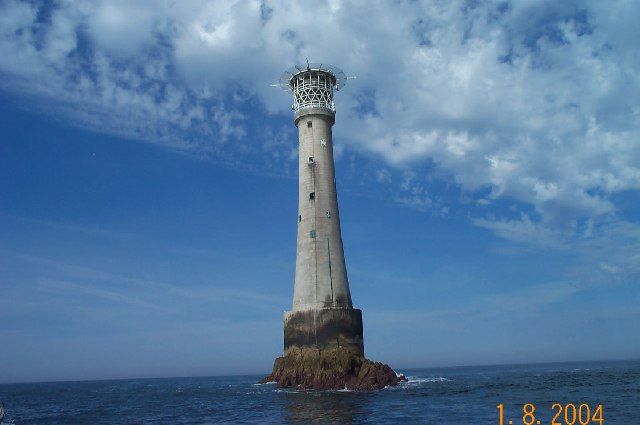
Világítótorony az Atlanti óceáni Bishop-Rock szigeten, a legkisebb olyan sziget a világon, amelyen egy építmény is áll

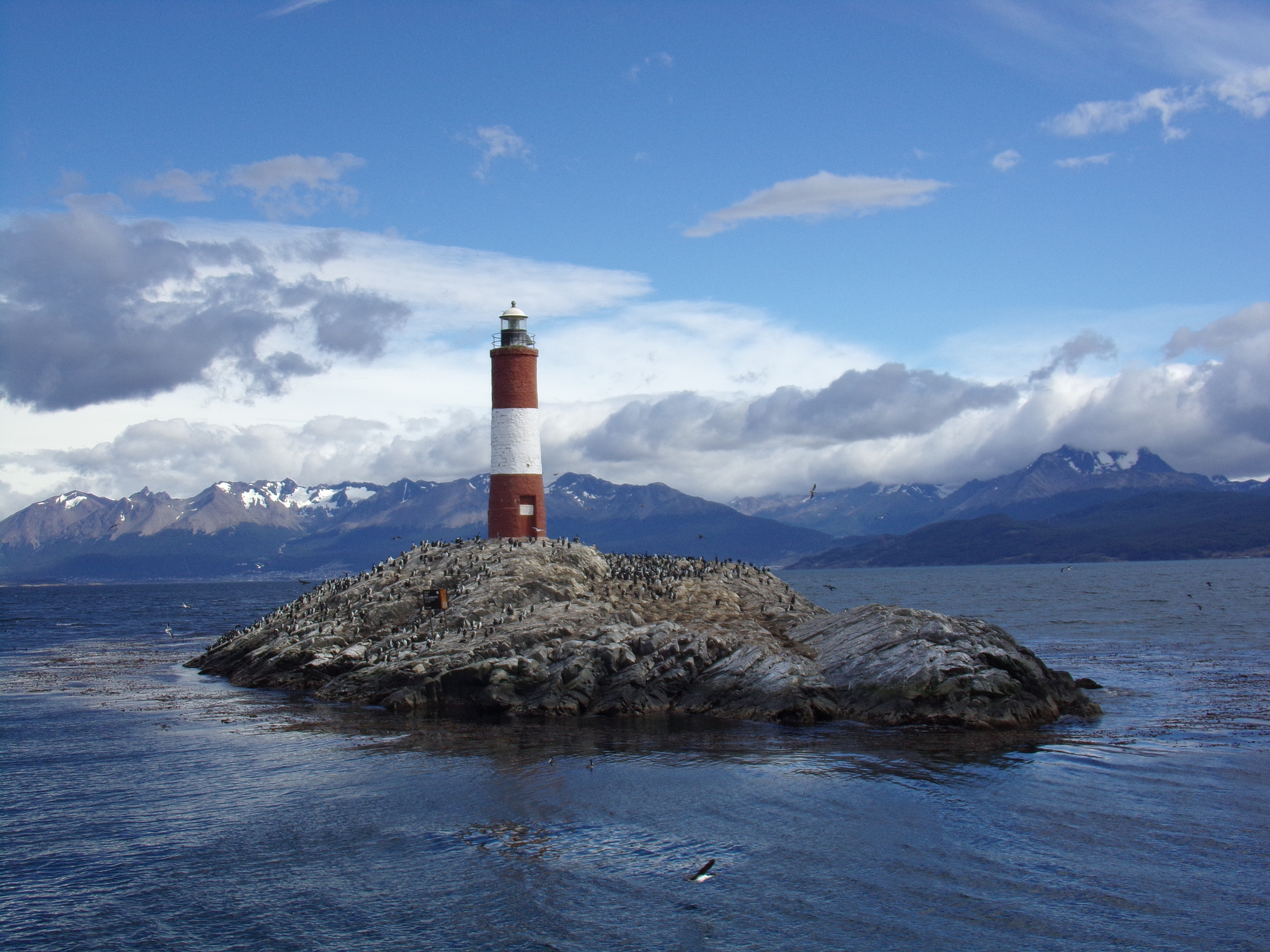
Világítótorony a világ végén Ushuaiában, Argentínában

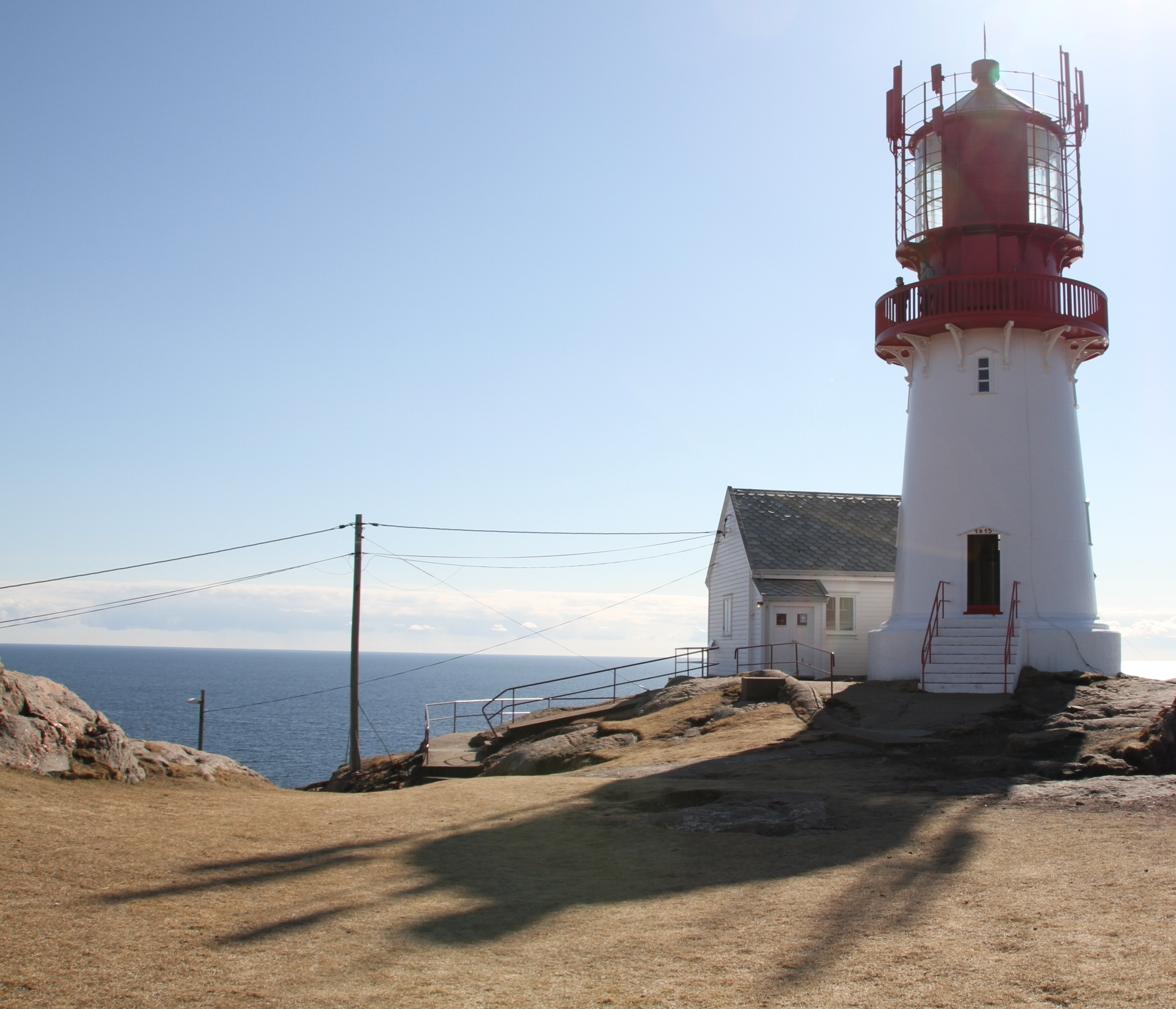
A lindesnesi világítótorony Norvégia déli részén

A világítótorony jelzőfényt vagy/és jelzőhangot adó épület, torony, esetleg vázszerkezet, ami segíti a tengeri hajósokat a navigációban.
Már az ókorban is épültek ilyen tornyok, legismertebb közülük a pharoszi. A világításról kezdetben tűzzel, a modern korban elektromos lámpákkal gondoskodtak.